# Émile Vardannes
Émile Vardannes, pseudonimo di Antonin Bénevént (Parigi, 13 gennaio 1873 – Parigi, 13 dicembre 1951) è stato un attore, regista e sceneggiatore francese.

## Biografia
Discendeva dai Bénévent, nota famiglia francese di artisti circensi e del teatro. Della stessa famiglia faceva parte anche l'attore caratterista Noël Roquevert (al secolo Noël Bénévent), del quale Vardannes era lo zio paterno.
Già affermato ed esperto attore teatrale, nel 1909 fu assunto come attore e regista cinematografico dalla Pasquali & C. di Torino e poi dalla Croce & C. di Milano. Nel 1911 fu ingaggiato dall'Itala Film, presso la quale fu impiegato come attore comico, in qualità di interprete dei film della serie comica Totò (già iniziata alla Pasquali e alla Croce), di cui egli stesso era soggettista e regista.
Nel 1912 Vardannes passò alla Milano Films dove fu interprete di una serie comica nei panni di un nuovo personaggio dal nome Bonifacio. Rientrò all'Itala Film nel 1913, dove però non fu impiegato soltanto come attore comico, ma anche come attore drammatico. Suo fu il ruolo di Annibale nel film Cabiria (1914), kolossal prodotto dalla casa torinese. Come regista, oltre alle comiche, il suo film di maggior rilevanza fu L'oro degli Aztechi, girato nel 1920.
Alla fine degli anni venti ritornò in Francia, dove ebbe modo di far parte del cast di tre film sonori, in ruoli minori - con lo pseudonimo Vardannes -, l'ultimo dei quali girato nel 1943.

## Filmografia parziale

### Attore
- Il Natale di Totò, regia di Ernesto Maria Pasquali (1909)
- Più forte che Sherlock Holmes, regia di Giovanni Pastrone (1913)
- Cabiria, regia di Giovanni Pastrone (1914)
- La trilogia di Maciste, regia di Carlo Campogalliani (1920)
- In terra sarda, regia di Luigi Romano Borgnetto (1920)
- Maciste salvato dalle acque, regia di Luigi Romano Borgnetto (1921)
- Maciste in vacanza, regia di Luigi Romano Borgnetto (1921)
- La pioggia dei diamanti, regia di Pier Angelo Mazzolotti (1921)
- Il povero Piero, regia di Umberto Mozzato (1921)
- Il cadavere vivente, regia di Pier Angelo Mazzolotti (1921)
- La modella di Tiziano, regia di Paolo Trinchera (1921)
- La rivincita di Maciste, regia di Luigi Romano Borgnetto (1921)
- Il mistero di Bernardo Brown, regia di Ermanno Geymonat (1922)
- La congiura di San Marco, regia di Domenico Gaido (1924)
- Saetta, principe per un giorno, regia di Mario Camerini (1924)
- Il cavaliere senza paura, regia di Giuseppe De Liguoro (1925)
- Nostradamus, regia di Mario Roncoroni (1925)
- Hôtel Saint-Pol, regia di Mario Roncoroni (1925)
- La donna carnefice nel paese dell'oro, regia di Mario Guaita-Ausonia e Luigi Fiorio (1926)
- Garibaldi e i suoi tempi, regia di Silvio Laurenti Rosa (1926)
- La marche nuptiale, regia di André Hugon (1929)
- L'escale, regia di Jean Gourguet (1930)
- La sonagliera della morte (Le Juif polonais), regia di Jean Kemm (1931)
- Adieu Léonard, regia di Pierre Prévert (1943)

### Regista
- La conquista del generale (1910) - regia, sceneggiatura e interpretazione
- Totò e la bandiera (1911) - regia, sceneggiatura e interpretazione
- Totò e l'uovo di Pasqua (1911) - regia, sceneggiatura e interpretazione
- Totò dimagrisce (1911) - regia, sceneggiatura e interpretazione
- Totò entusiasta della nuova moda (1911) - regia, sceneggiatura e interpretazione
- Totò senz'acqua (1911) - regia, sceneggiatura e interpretazione
- Il carretto di Totò (1911) - regia, sceneggiatura e interpretazione
- La farfalla di Totò (1911) - regia, sceneggiatura e interpretazione
- La sciabola spuntata (1911) - regia, sceneggiatura e interpretazione
- Per una paglia (1911) - regia, sceneggiatura e interpretazione
- Tra due litiganti... Totò gode (1911) - regia, sceneggiatura e interpretazione
- Il cavallo del reggimento (1911) - regia, sceneggiatura e interpretazione
- Totò secondo dottor Crippen (1911) - regia, sceneggiatura e interpretazione
- Totò innamorato (1912) - regia, sceneggiatura e interpretazione
- Una scena cinematografica (1912) - regia, sceneggiatura e interpretazione
- Il più bel giorno della sua vita (1912)  - regia, sceneggiatura e interpretazione
- Un chiodo nella scarpa (1912) - regia, sceneggiatura e interpretazione
- Il portafortuna di Totò (1912) - regia, sceneggiatura e interpretazione
- Un ragno nel cervello (1912) - regia, sceneggiatura e interpretazione
- Come Vardannes entrò alla Milano Films (1912) - regia, sceneggiatura e interpretazione
- Bonifacio va in società (1912) - regia, sceneggiatura e interpretazione
- Una vittima della Mano Nera (1912) - regia, sceneggiatura e interpretazione
- Amore e astuzia (1912) - regia, sceneggiatura e interpretazione
- La dote della negra (1912) - regia, sceneggiatura e interpretazione
- Il pudore di Bonifacio (1912) - regia, sceneggiatura e interpretazione
- Bonifacio in ritardo (1912) - regia, sceneggiatura e interpretazione
- Monsieur Sans-Gêne (1912) - regia, sceneggiatura e interpretazione
- L'harem di Bonifacio (1912) - regia, sceneggiatura e interpretazione
- La camicia nuova di Bonifacio (1913) - regia, sceneggiatura e interpretazione
- Bonifacio a teatro (1913) - regia, sceneggiatura e interpretazione
- Un matrimonio ben assortito (1913) - regia, sceneggiatura e interpretazione
- La passeggiata aerea di Bonifacio (1913) - regia, sceneggiatura e interpretazione
- Un tipo seccante (1913) - regia, sceneggiatura e interpretazione
- La prima avventura di Totò (1914) - regia, sceneggiatura e interpretazione
- I pericoli dei travestimenti (1914) - regia, sceneggiatura e interpretazione
- L'oro degli Aztechi (1920) - co-regia con Umberto Mozzato e interpretazione
- Saetta contro la ghigliottina (1923)